# Millstätter See
Millstätter See je jezero v rakouské spolkové zemi Korutany. Nachází se v pohoří Nockberge v nadmořské výšce 588 metrů, má rozlohu 13,28 km² (druhé největší jezero Korutan) a dosahuje maximální hloubky 141 metrů.
Jezero bylo vytvořeno údolním ledovcem ve würmském období. Je protáhlé v délce přes 11 kilometrů, vlévá se do něj okolo třiceti potoků, z nichž je největší Riegenbach, jediným odtokem je Seebach, přítok řeky Lieser. Na severním břehu se nacházejí městečka Millstatt am See s klášterem, Seeboden a Radenthein, jižní břeh je neobydlený a v roce 1970 byl vyhlášen chráněným územím. Jezero je vyhlášenou rekreační oblastí díky čisté vodě a vzduchu. Okolní horské vrcholy přesahují dva tisíce metrů a chrání jezero před chladnými větry, proto je teplota vody relativně vysoká, v létě dosahuje až 27 °C. Po břehu vedou stezky pro pěší a cyklisty, na jezeře se v létě provozuje lodní doprava. Nad jezerem se nachází vyhlídka Granátová brána. Jezero je zdrojem pitné vody, významný je rybolov: vyskytuje se zde okoun říční, síh, siven, štika obecná nebo candát obecný, v Seebodenu bylo roku 1980 zřízeno rybářské muzeum.
Název jezera pochází podle legendy z latinského výrazu mille statuae (tisíc soch), protože vévoda Domicián Korutanský po svém přijetí křesťanství nechal do jezera naházet velké množství pohanských idolů.